# Begonia aguiabrancensis
Espèce
Begonia aguiabrancensis est une espèce de plantes de la famille des Begoniaceae.
Ce bégonia est originaire d'Espírito Santo, au Brésil. L'espèce a été décrite en 2008 par le botaniste Ludovic Jean Charles Kollmann (1965-). L'épithète spécifique, aguiabrancensis, fait référence à la municipalité d'Águia Branca.

## Description
Begonia aguiabrancensis est une plante herbacée de 4 cm. Les fleurs mâles sont blanches avec les anthères jaunes.